# Hefina Headon
Hefina Headon (Dinas, 8 de juny de 1930 - Abercrave, 5 d'octubre de 2013) va ser una activista gal·lesa. Es va convertir en una figura notable a Gal·les pel seu activisme durant la vaga de miners britànics (1984-1985). L'agost de 2015 es va publicar una biografia de la seva vida, titulada Mrs. Hellfire, You Said It! The Life and Endeavours of Hefina Headon.

## Biografia
Headon va néixer al poble de Dinas i va ser la filla de Catherine Louisa "Katie" (nascuda com a Phillips; m.1996) i Thomas Idris Lewis (m. 1972). Tenia dues germanes, Verona i Norma, i un germà, John.
Va ser activista en suport de la vaga dels miners dels Partit Laborista Gal·lès dels anys 1984 i 1985. Headon va ser secretari del capítol del partit a Seven Sisters i va ser organitzadora i altaveu per a moltes de les protestes que va dur a terme el grup. També va ser membre del Grup de Suport a la Dona de la vall de Valley. Va dedicar la seva vida a nombroses causes socials, incloent-hi els drets LGBT. Va exercir com a directora de la Dulais Valley Partnership entre 1998 i 2001, una organització que "troba solucions a la privació social i econòmica de la vall Dulais".

## Representació en els mitjans
En la pel·lícula Orgull (2014), Headon va ser interpretada per l'actriu anglès Imelda Staunton. Staunton va guanyar el premi British Independent Film i va rebre una nominació per al BAFTA a la millor actriu secundària per la seva interpretació de Headon, que va morir mentre s'estava produint la pel·lícula la tardor de 2013.
Les contribucions dels Headon durant la vaga dels miners es van descriure en el llibre de Hywel Francis History on our Side: Wales and the 1984-85 Miners' Strike. El 2015 es va publicar una nova edició del llibre, dedicada a la memòria de Headon. Francis va afirmar que Headon "va tenir un paper fonamental en la construcció de l'aliança molt especial entre LGSM (Lesbians and Gays Support the Miners) i el nostre grup de suport local". També va dir que Hefina Headon que era "bastant excepcional pel seu coratge i lideratge polític, parlant en públic (incloent-hi la gran manifestació d'Afan Lido), recaptant fons, en els piquets i pel seu estil únic per prendre notes".
El 2006 l'artista gal·lesa Jacqueline Alkema va crear una exposició d'art titulada Women with a Past, on va destacar Hefina Headon com una de sis dones.